# Traveling Wilburys Vol. 1
Albums de Traveling Wilburys
Traveling Wilburys Vol. 3
(1990)
Singles
1. Handle with Care
Sortie : 17 octobre 1988
2. End of the Line
Sortie : mars 1989

Traveling Wilburys Vol. 1 est le premier des deux albums des Traveling Wilburys, sorti en 1988.

## Historique
En avril 1988, George Harrison est à Los Angeles et déjeune avec Jeff Lynne et Roy Orbison. Il a besoin rapidement d'un titre pour figurer en face B de son single "This Is Love", et Lynne et Orbison lui proposent spontanément de l'aider. Ils appellent Bob Dylan pour lui emprunter son studio de Malibu et en passant, embarquent Tom Petty chez qui Harrison est passé récupérer sa guitare. Finalement, Dylan participera aussi à la composition et après avoir joué ensemble quelques heures, la chanson Handle with Care fut enregistrée. Le label de George Harrison, Warner Bros, la trouva trop bonne pour figurer en face B de son single, ce qui amena les cinq musiciens à composer neuf autres titres qui donneront cet album.
Il fut enregistré en neuf jours, en mai 1988, dans le studio de Dave Stewart à Los Angeles. Quelques pistes furent doublées et mixées chez George Harrison dans son manoir de Friar Park.
Il sortira finalement le 18 octobre 1988 sur le label Wilbury Records et aura immédiatement un énorme succès. Il se classa à la 3e place du Billboard 200 aux États-Unis où il se vendra à plus de trois millions d'exemplaires et à la 16e place des charts britanniques.
En 1990, pour la 32e cérémonie des Grammy Awards, cet album sera nommé dans la catégorie album de l'année et dans celle de la meilleure performance rock par un groupe ou un duo avec chant, catégorie dans laquelle l'album remporta le Grammy. Le groupe sera aussi nommé pour les American Music Awards en 1990 dans la catégorie "Favorite Pop/Rock New Artist".

## Liste des titres
Toutes les chansons sont créditées aux Traveling Wilburys.
1. Handle with Care – 3:20
2. Dirty World – 3:30
3. Rattled – 3:00
4. Last Night – 3:48
5. Not Alone Any More – 3:24
6. Congratulations – 3:30
7. Heading for the Light – 3:37
8. Margarita – 3:15
9. Tweeter and the Monkey Man – 5:30
10. End of the Line – 3:30

## Musiciens

### Les Traveling Wilburys
- Otis Wilbury (Jeff Lynne) : chant, chœurs, guitares électrique et acoustique, basse, claviers ; batterie et cloches sur "Handle with Care"
- Nelson Wilbury (George Harrison) : chant, chœurs, guitares électriques et acoustiques, guitare slide
- Charlie T. Jnr (Tom Petty) : guitare acoustique, basse, chant
- Lefty Wilbury (Roy Orbison) : guitare acoustique, chant
- Lucky Wilbury (Bob Dylan) : guitare acoustique, chant, harmonica sur "Handle with Care"

### Musiciens supplémentaires
- Jim Horn : saxophones.
- Jim Keltner : batterie sauf sur Handle with Care
- Ray Cooper : percussions.
- Ian Wallace : Toms Toms sur Handle with Care

## Charts et certifications
| Pays             | Durée du classement | Meilleur classement |
| ---------------- | ------------------- | ------------------- |
| Allemagne        | 24 semaines         | 10e                 |
| Australie        | 38 semaines         | 1er                 |
| Autriche         | 16 semaines         | 3e                  |
| États-Unis       | -                   | 3e                  |
| Norvège          | 26 semaines         | 2e                  |
| Nouvelle-Zélande | 36 semaines         | 2e                  |
| Pays-Bas         | 15 semaines         | 33e                 |
| Royaume-Uni      | 35 semaines         | 16e                 |
| Suède            | 17 semaines         | 2e                  |
| Suisse           | 20 semaines         | 6e                  |

| Pays        | Ventes      | Certification | Date       |
| ----------- | ----------- | ------------- | ---------- |
| États-Unis  | 3 000 000 + | 3 x Platine   | 04/08/1994 |
| Allemagne   | 250 000 +   | Or            | 1993       |
| Canada      | 600 000 +   | 6 x Platine   | 26/05/2003 |
| Royaume-Uni | 300 000 +   | Platine       | 20/01/1989 |
| Suisse      | 25 000 +    | Or            | 1989       |